# شونگناک (آلاسکا)
شونگناک (به انگلیسی: Shungnak) شهری در بخش نورث‌وست آرکتیک ایالت آلاسکا است که جمعیت آن در سرشماری سال ۲۰۰۰ میلادی ۲۵۶ نفر بوده‌است.